# Totara (fleuve du district du Westland)
Pour les articles homonymes, voir La rivière Totara du nord de la région de la West et [[:Totara]].
Le fleuve Totara River (en anglais : Totara River) est un cours d’eau du sud de la région de la West Coast dans l’Île du Sud de la Nouvelle-Zélande.

## Géographie
Prenant naissance sur les pentes de la chaîne de Bald Hill. Le fleuve s’écoule vers le nord puis vers l’ouest pour atteindre finalement la mer de Tasman à deux kilomètres au nord de la ville de Ross.